# Nicholas Van Dyke (president)
Nicholas Van Dyke, född 25 september 1738 i New Castle County, Delaware, död 19 februari 1789 i New Castle County, Delaware, var en amerikansk politiker. Han var ledamot av kontinentala kongressen 1777-1781. Han var Delawares president 1783-1786.
Nicholas Van Dyke var son till Nicholas och Rachael Van Dyke. Farfadern Andrew Van Dyke hade flyttat 1704 till Delaware från Long Island.
Van Dyke studerade juridik i Philadelphia. Han arbetade sedan som advokat i Delaware. Han gifte sig 1766 med Elizabeth Nixon. Hustrun dog följande år i barnsäng. Han gifte om sig med Charlotte Stanley.
Van Dyke var delegat till Delawares konstitutionskonvent år 1776. Presidentämbetet inrättades som statens högsta ämbete enligt den nya konstitutionen. Van Dyke blev 22 februari 1777 invald i kontinentala kongressen.
Van Dyke tillträdde den 1 februari 1783 som Delawares president. Titeln guvernör togs i bruk först tio år senare i och med att en ny konstitution trädde i kraft. Van Dyke efterträddes 1786 som president av Thomas Collins.
Van Dyke avled 1789 och gravsattes på Immanuel Episcopal Churchyard i New Castle, Delaware. Sonen Nicholas Van Dyke var senator för Delaware 1817-1826.